# Кипругут, Уилсон
Уилсон Кипругут Чума (англ. Wilson Chuma Kiprugut; 1938, Керичо, Рифт-Валли — 1 ноября 2022, Керичо, Рифт-Валли) — кенийский бегун на средние дистанции, который специализировался на дистанции 800 метров. Бронзовый призёр олимпийских игр 1964 года. На Олимпиаде в Мехико выиграл серебряную медаль. Двукратный чемпион Всеафриканских игр 1965 года на дистанциях 400 и 800 метров.
На Играх Британской империи и Содружества в 1962 занял 5 место в эстафете 4×440 ярдов
Первый кенийский спортсмен, которому удалось выиграть олимпийскую медаль.
Скончался от остановки сердца 1 ноября 2022 года.

## Тренировка
В тренировках Кипругут нередко бегал за страусом. Эта птица, не давая себя обогнать, при любой скорости бежит в 3—5 шагах впереди. Позднее так тренировался и Кипчоге Кейно.